# Prison Fellowship International
Prison Fellowship International o Confraternidad carcelaria internacional es una organización internacional cristiana humanitaria evangélica no denominacional sin fines de lucro que ofrece grupos de estudios bíblicos en cárcel, programas de patrocinio infantil para niños de presos y  programas de reinserción. Su sede se encuentra en Washington D.C, Estados Unidos y su presidente es Andy Corley.

## Historia
La organización tiene sus orígenes en la organización Prison Fellowship que tiene como objetivo apoyar a los presos, fundada en 1976 por Charles W. Colson, un expolítico encarcelado por su participación en el escándalo Watergate. En noviembre de 1978, se celebró una reunión en Gran Bretaña para la formación de una antena británica y para dar una dimensión internacional a la organización. Prison Fellowship International se fundó oficialmente en 1979. En 2012, la ONG trabaja en 110 países. En 2022, la ONG está trabajando en 112 países.

## Programas
Para los presos, se ofrecen grupos de estudios bíblicos. Para los hijos de presos, hay programas de patrocinio infantil que brindan apoyo para la educación y la salud. Para la  reinserción de los prisioneros, hay programas de justicia restaurativa disponibles.